# Pape Daouda Diong
Pape Daouda Diong (Senegal, 14 de junio de 2006) es un futbolista senegalés que juega en la demarcación de centrocampista para el R. C. Estrasburgo de la Ligue 1.

## Selección nacional
Hizo su debut con la selección de fútbol de Senegal el 9 de septiembre de 2023 en un partido de clasificación para la Copa Africana de Naciones de 2023 contra Ruanda que finalizó con un resultado de empate a uno tras el gol de Olivier Niyonzima para Ruanda, y de Mamadou Lamine Camara para Senegal.

## Estadísticas

### Clubes
Actualizado al último partido disputado el 19 de octubre de 2024.
| Club                      | Div.          | Temporada     | Liga  | Liga  | Liga   | Copas nacionales | Copas nacionales | Copas nacionales | Copas internacionales | Copas internacionales | Copas internacionales | Total | Total | Total  |
| Club                      | Div.          | Temporada     | Part. | Goles | Asist. | Part.            | Goles            | Asist.           | Part.                 | Goles                 | Asist.                | Part. | Goles | Asist. |
| ------------------------- | ------------- | ------------- | ----- | ----- | ------ | ---------------- | ---------------- | ---------------- | --------------------- | --------------------- | --------------------- | ----- | ----- | ------ |
| R. C. Estrasburgo Francia | 1.ª           | 2024-25       | 2     | 1     | 0      | 0                | 0                | 0                | —                     | —                     | —                     | 2     | 1     | 0      |
| R. C. Estrasburgo Francia | Total club    | Total club    | 2     | 1     | 0      | 0                | 0                | 0                | 0                     | 0                     | 0                     | 2     | 1     | 0      |
| Total carrera             | Total carrera | Total carrera | 2     | 1     | 0      | 0                | 0                | 0                | 0                     | 0                     | 0                     | 2     | 1     | 0      |